# Éditions Gummerus
Les éditions Gummerus (Gummerus Kustannus Oy) sont un éditeur de livres finlandais.

## Histoire
La société Gummerus est fondée en 1872 à Jyväskylä par Karl Jacob Gummerus. 
En 1985, elle déménage son siège de Jyväskylä à Helsinki. 